# Cyphonisia maculipes
Cyphonisia maculipes là một loài nhện trong họ Barychelidae. Loài này phân bố ờ Kameroen.